# Санчес Малага, Армандо
Армандо Санчес Малага Гонсалес (исп. Armando Sánchez Málaga González; 1929, Арекипа — 29 июля 2017, Лима) — перуанский дирижёр, музыковед и музыкальный педагог.
Сын композитора Карлоса Санчеса Малаги, первого директора Национальной консерватории Перу. Учился там же, затем в 1950—1954 гг. изучал музыкальную педагогику и композицию в Чилийском университете (в том числе у Доминго Санта-Круса и Хуана Оррего Саласа) и дирижирование в Мюнхенской высшей школе музыки.
С 1955 г. возглавлял камерный оркестр в чилийском Университете Консепсьона. С 1957 г. помощник дирижёра в перуанском Национальном симфоническом оркестре, в 1963—1965 гг. был первым перуанцем во главе коллектива. В 1958—1959 гг. дирижировал также Национальным симфоническим оркестром Чили.
Преподавал в Университете Сан-Маркос (где был удостоен в 2006 г. степени почётного доктора) и в Национальной консерватории (в 1986—1990 гг. её директор).
Как музыковед занимался изучением национальной музыкальной традиции своей страны. В 1994 году основал Центр изучения и распространения латиноамериканской музыки при Папском католическом университете Перу. В 2012 году опубликовал книгу об истории академической музыки в Перу (исп. Nuestros otros ritmos y sonidos: la música clásica en el Perú).
Санчесу Малаге принадлежит также ряд музыкальных произведений, преимущественно хоровых и фортепианных.